# Tengu (roman)
Tengu (titre original : Tengu) est un roman d'horreur écrit par Graham Masterton, publié en 1983 par les éditions américaines Pinnacle Books (aka Tor Books). Il a été traduit par François Truchaud et publié en France 1994 par l'édition Presses de la Cité. Le livre a obtenu un prix en 1984, la médaille d'argent West Coast Review of Books.
L'intrigue est centrée sur la destruction de l'Amérique par les Japonais qui cherchent à se venger d'Hiroshima, sous la forme du Tengu - décrit comme le plus maléfique des sept Kami noirs, et le démon de la destruction sans remords.

## Résumé
La starlette Sherry Cantor a été sauvagement assassiné dans son appartement de Los Angeles. L'inspecteur de police Skrolnik mène l'enquête. Il ne parvient pas à relier le meurtre à un suspect particulier. Cependant, lorsqu'un groupe de policiers est attaqué par un homme surpuissant portant un masque japonais unique, la situation prend une tournure inquiétante.
Jerry Sennett, un vétéran de la guerre au Japon, durant la Seconde Guerre mondiale et voisin de Sherry, ainsi que son ancien petit ami Mack Holt, décident de mener leur propre enquête. Jerry soupçonne l'implication de forces occultes et de démons japonais, les Tengu, connus pour leur malveillance et leur capacité à posséder les mortels.
Alors que Jerry et ses amis se retrouvent plongés dans un monde de magie noire et de violence, ils réalisent que quelqu'un a lâché les Tengu parmi les habitants de la Californie du Sud. Une confrontation mortelle avec un ennemi vengeur se profile à l'horizon, et Jerry et ses amis doivent trouver un moyen de stopper la menace avant qu'il ne soit trop tard.